# Pseudalcis
Pseudalcis is een geslacht van vlinders van de familie spanners (Geometridae), uit de onderfamilie Ennominae.

## Soorten
- P. albata Warren, 1904
- P. catoriata Warren, 1897
- P. cinerascens Warren, 1897
- P. renaria Guenée, 1858